# 茶人人物一覧
茶人人物一覧（ちゃじんじんぶついちらん）は、茶人（茶道に通じた人）の一覧。数寄者。

## 鎌倉時代
- 栄西
- 道元
- 後醍醐天皇
- 日野資朝
- 日野俊基
- 光厳天皇

## 室町時代
- 一休宗純
- 足利義政
- 村田珠光 - 奈良流、珠光流。
- 武野紹鷗 - 堺流。
- 能阿弥 - 東山流。
- 志野宗信 - 志野流。
- 玉置一咄 - 瑞穂流。
- 古市澄胤
- 北向道陳

## 戦国時代・安土桃山時代

### 天下三宗匠
「てんかさんそうしょう」と読み、天下を省略して、「さんそうしょう」ともいう。
- 今井宗久
- 津田宗及
- 千利休（宗易）

### 利休門三人衆
- 細川忠興（三斎） - 利休門三人衆、利休七哲。
- 芝山宗綱（監物） - 利休門三人衆、利休七哲。
- 蒲生氏郷 - 利休門三人衆、利休七哲。

### 利休七哲、台子七人衆
利休門三人衆に以下の4人を加える。金森長近を加える場合もある。
- 古田重然（織部）
- 瀬田正忠（掃部）
- 高山右近（長房/南坊）
- 牧村利貞（兵部）
- 木村重茲　- 台子七人衆
- 豊臣秀次　- 台子七人衆

### 利休十哲
利休七哲に荒木・有楽・利長を加える。諸説ある。
- 荒木村重（道薫） - 利休十哲。
- 織田長益（有楽） - 有楽流、利休十哲、武家茶道、大名茶。
- 前田利長 - 利休七哲、利休十哲。
- 千道安（田中紹安） - 利休十哲に入る場合もある、利休の長子。
- 有馬豊氏 - 利休十哲に入る場合もある。
- 金森長近 - 利休十哲・利休七哲になる場合もある。

### 御茶道八人衆
豊臣秀吉の茶道頭を務めた八名。
- 今井宗久
- 津田宗及
- 千利休
- 山上宗二
- 重宗甫
- 山岡宗無（住吉屋）
- 万代屋宗安 - 利休の女婿。
- 千道安（紹安）

### 武家茶道・大名茶・茶の湯を非常に好んだ人物
- 織田信長
- 豊臣秀吉
- 古田重然（織部） - 織部流、利休七哲。
- 小堀政一（遠州） - 遠州流、小堀遠州流、古田織部の門人。
- 片桐貞昌（石州） - 石州流、桑山宗仙に師事。
- 上田重安（宗箇） - 上田宗箇流、古田織部の門人。
- 豊臣秀次
- 明智光秀
- 松井友閑
- 金森可重
- 毛利秀元
- 船越永景
- 板部岡江雪斎
- 大野治長
- 足利義昭
- 安宅冬康
- 今川氏真
- 今川義元
- 大内義隆
- 大友義鎮（宗麟）
- 織田秀信
- 織田頼長
- 黒田長政
- 小西行長
- 佐久間信盛
- 佐竹義宣
- 島津忠恒
- 高山友照
- 豊臣秀頼
- 直江兼続
- 北条幻庵
- 細川幽斎
- 前田玄以
- 前田利家
- 松井康之
- 松永久秀
- 三好実休
- 森成利
- 山名豊国
- 内藤如安
- 喜入季久（島津季久）
- 三好政長（宗三）
- 宇喜多秀家

### 茶人
- 丿貫
- 神屋宗湛
- 島井宗室
- 津田宗達 - 宗及の父。
- 長谷川宗仁
- 千道安（紹安） - 堺千家、利休十哲。
- 千少庵 - 三千家、千利休の後妻の連れ子。
- 今井宗薫
- 本阿弥光悦
- 曲直瀬道三
- 末吉孫左衛門
- 角倉素庵
- 円乗坊宗円 - 利休流。
- 藪内剣仲 - 薮内流。
- 今井宣法 - 東藪内流、華道宣法未生流。
- 南坊宗啓 - 南坊流。
- 安楽庵策伝 - 安楽庵流。
- 小笠原忠真 - 小笠原家茶道古流。
- 大森漸斎 - 玉川遠州流、小堀遠州の門人。
- 織田貞置 - 貞置流、織田有楽の甥信貞の子。
- 一尾伊織 - 三斎流、細川三斎の門人。
- 松浦鎮信 - 石州流、鎮信流。
- 米津田賢 - 一尾伊織の門人。
- 安藤信友 - 御家流、米津田賢に師事。
- 古市宗庵 - 古市流、円乗坊宗圓の女婿。
- 萱野甚斎 - 萱野流、古田織部の甥。

## 江戸時代

### 天下一宗匠
- 古田織部  - 江戸幕府2代将軍徳川秀忠の茶道指南役。
- 小堀遠州  - 遠州流、小堀遠州流、江戸幕府3代将軍徳川家光の茶道指南役で、「きれい寂び」の茶道を確立した。

### 武家茶の系統
- 古田織部  - 江戸幕府2代将軍徳川秀忠の茶道指南役。
- 小堀遠州  - 遠州流、小堀遠州流、江戸幕府3代将軍徳川家光の茶道指南役で、「きれい寂び」の茶道を確立した。
- 片桐石州 - 石州流、江戸幕府4代将軍徳川家綱の茶道指南役。
- 船越永景 - 小堀遠州の門人、江戸幕府4代将軍徳川家綱の茶道指南役。
- 金森重近（宗和） - 宗和流、古田織部・小堀遠州の影響を受けた。
- 松平治郷（不昧） - 不昧流。
- 小堀宗中 - 遠州流8世。
- 小堀宗舟 - 小堀遠州流12世。徳川家茂・徳川慶喜に仕え、明治維新後は現在の千代田区にある下谷練塀町や大徳寺孤篷庵を拠点に武家茶道を西日本に普及した。
- 桑山宗仙
- 下條信隆 - 石州流宗猿系、片桐石州の庶子。
- 藤林宗源 - 古石州流、片桐石州の家老。
- 大口樵翁 - 石州流大口派。
- 清水動閑 - 石州流清水派。
- 野村休盛 - 石州流野村派。
- 怡渓宗悦 - 石州流怡渓派。
- 井伊直弼（宗観） - 宗観流。

### 千宗旦の系統
- 千宗旦 - 宗旦流。
- 山田宗徧 - 宗徧流、宗旦四天王。
- 藤村庸軒 - 庸軒流、宗旦四天王。
- 杉木普斎 - 普斎流、宗旦四天王。
- 山田亀斎 - 2代目有麦庵。
- 円猷 - 宗旦古流（一身田流とも）、真宗高田派本山専修寺にて伝わる。
- 小堀長斎 - 小堀流。

#### 表千家の系統
- 千江岑宗左（逢源斎） - 「江岑夏書」利休の曾孫にあたる。
- 千宗左（覚々斎） - 表千家六代。
- 千宗左（如心斎） - 表千家七代。
- 久田宗栄 - 久田流、表千家の縁戚および分派。
- 堀内仙鶴 - 堀内家、覚々斎の門人。
- 松尾宗二（楽只斎） - 松尾流、覚々斎の門人。
- 三谷宗鎮 - 三谷流、覚々斎の門人。
- 河村曲全 - 曲全流、覚々斎の門人。
- 中村宗鷗 - 表千家看月庵、如心斎の門人。
- 川上不白 - 江戸千家初代、如心斎の門人。
- 川上宗什 - 表千家不白流、川上不白の門人。
- 石塚宗通 - 不白流石塚派、川上不白の門人。
- 森山宗江 - 都千家、江戸千家の分派。
- 水谷宗雅 - 雅流、不白流の分派。
- 吉田紹和 - 吉田家、吸江斎の門人。

#### 裏千家の系統
- 千一灯宗室（又玄斎） - 裏千家八代。
- 速水宗達 - 速水流、玄斎の門人。
- 田中仙樵 - 大日本茶道学会、圓能斎の門人。

#### 武者小路千家の系統
- 千一翁

### 煎茶道
- 売茶翁（高遊外）
- 石川丈山
- 上田秋成
- 頼山陽

### 系譜未確認
- 巓崢宗弘 - 覚花一心流

### その他
- 井伊直弼
- 石川貞清
- 織田貞幹
- 織田長好
- 織田頼長
- 織田長迢
- 片桐宗猿
- 片桐宗幽
- 亀岡宗理
- 桑山貞晴
- 松花堂昭乗
- 千宗拙
- 大林宗套
- 古市了和
- 前田利治
- 正木直彦
- 山田宗有

## 明治時代以降
- 千宗室（円能斎）
- 小堀宗舟(小堀遠州流第12世)  - 西日本各地に武家茶道を普及。
- 小堀宗忠((小堀遠州流第14世)  - 高松宮妃殿下の茶道師範で、「大日本遠州会」創立。
- 小堀宗慶(遠州流第12代)
- 小堀宗通(小堀遠州流第15世)  - 柳営茶会の復刻に際し釜を掛ける。
- 新島八重
- 益田孝（鈍翁） - 小田原三茶人。近代三茶人。
- 野崎廣太（幻庵） - 小田原三茶人。
- 根津嘉一郎（青山）
- 原富太郎（三渓） - 近代三茶人。
- 小林一三（逸翁）
- 松永安左ヱ門（耳庵） - 小田原三茶人。近代三茶人。
- 畠山一清（即翁）
- 五島慶太
- 森川勘一郎（如春庵）
- 高谷宗範(松殿山荘流)  - 小堀宗舟の門人で広間の茶に回帰する松殿山荘流を創始。

## 茶人に縁の深い人物
- 松浦検校 - 『宇治巡り』（地歌・箏曲）。
- 菊岡検校 - 『茶音頭』（地歌・箏曲）。
- 岡倉天心
- 田中仙樵 - 大日本茶道学会、『茶道講義』。
- 玉置一成 - 『茶道要鑑』。

## 中国
- 陸羽